# René Foltán
René Foltán (* 27. srpna 1970 Havířov) je český stomatolog, proděkan 1. lékařské fakulty Univerzity Karlovy.

## Život
Foltán v roce 1988 absolvoval gymnázium v Havířově, stejně jako pozdější generální ředitelé ČEZu Martin Roman a Daniel Beneš.
V roce 1993 vystudoval stomatologii na LF UK v Hradci Králové a v roce 1998 všeobecné lékařství tamtéž. Od roku 1994 pracoval na Stomatologické klinice 1. LF UK a VFN v Praze. Od roku 1996 se věnuje soukromé praxi.

### Pedagogická činnost
Od roku 1996 vyučuje na 1.LF UK. Je garantem Magisterského studijního programu Zubní lékařství na 1. LFU UK a VFN. Je vedoucím subkatedry Orální a maxillofaciální chirurgie, Katedra Stomatologie, IPVZ. Od roku 2014 je proděkanem pro Zubní lékařství na 1. LF UK v Praze. Je spoluautorem mnoha článků v českých i zahraničních odborných časopisech. 

## Kontroverze

### Miliardový podíl v Unipetrolu
Do roku 2017 vlastnil miliardový podíl v petrochemické firmě Unipetrol. Foltán vlastnictví podílu popřel. Argumentuje tím, že na firmu, která prováděla finanční operace, neměl žádný vliv a nemá s ní nic společného.

### Belmont Bellville Services
Foltán byl majitelem společnosti Belmont Bellville Services z Britských panenských ostrovů a jejího konta ve Švýcarsku. Na konto přišlo více než 18 milionů korun od lichtenštejnské firmy UBIE, která vlastnila společnost CEEI, jež v roce 2008 získala od ČEZ zakázku na stavbu meziskladu vyhořelého paliva pro jadernou elektrárnu Temelín. Foltán argumentoval tím, že zájem médií byl především vyvolán tím, že studoval na stejném gymnáziu jako Martin Roman, tehdejší ředitel ČEZ.